# Hakoah Sydney City East Football Club
El Hakoah Sydney City East FC es un equipo de fútbol de Australia que juega en la National Premier Leagues NSW, una de las ligas regionales que conforman la segunda división de fútbol en el país.

## Historia
Fue fundado en el año 1939 en la ciudad de Sídney en Nueva Gales del Sur con el nombre Sydney Hakoah por un pequeño grupo de inmigrantes judíos que se reunían para jugar fútbol cada domingo.
Fue hasta 1954 que se integraron a las ligas del sur de Australia contra equipos de origen checo y holandés. Posteriormente fue admitido en la Football NSW como otros equipos que pertenecían a la Federación de Fútbol de Australia en 1956 y en 1977 cambia su nombre por el de Eastern Suburbs Hakoah.
Fue uno de los equipos fundadores de la National Soccer League, ganando su primera edición y para 1978 cambia su nombre por el de Sydney City, iniciando sus mejores años donde consiguieron tres títulos consecutivos de la National Soccer League, liga en la que permaneció hasta mediados de 1987.
Posteriormente pasaron a jugar en las ligas estatales de Nueva Gales del Sur y en 2016 llegaron a jugar en la National Premier Leagues NSW.

## Palmarés

### Nacionales
- NSL: 4

1977, 1980, 1981, 1982
- NSL - División Norte: 2

1984, 1985
- Australia Cup: 2

1965, 1968
- Copa NSL: 1

1986
- Club de la Década en Australia: 2

1970's, 1980's
- New South Wales Premiers: 6

1968, 1970, 1971, 1973, 1974, 2012
- New South Wales Federation: 5

1961, 1962, 1966, 1968, 2012
- New South Wales Federation Cup & Waratah Cup: 7

1959, 1961, 1963, 1965, 1971, 1976, 2017
- Copa Ampol: 3

1957, 1968, 1973,
- NSW State League Division Two: 1

2012
- NSW State League Division One: 1

2013
- NSW Super League Premiers & Champions: 1

2014
- NSW Club Championship: 2

2014, 2015

### Internacionales
- OFC Cup Winners Cup: 1

1987